# Leóndio
Leóndio (Leontio) är en ort i Grekland.   Den ligger i prefekturen Nomós Korinthías och regionen Peloponnesos, i den södra delen av landet, 100 km väster om huvudstaden Aten. Leóndio ligger 289 meter över havet och antalet invånare är 271.
Terrängen runt Leóndio är kuperad åt nordost, men åt sydväst är den bergig. Leóndio ligger nere i en dal.Runt Leóndio är det ganska glesbefolkat, med 26 invånare per kvadratkilometer. Närmaste större samhälle är Nemea, 6,4 km öster om Leóndio. 